# Momodou Sonko
Momodou Lamin Sonko (ur. 31 stycznia 2005) – szwedzki piłkarz gambijskiego pochodzenia grający na pozycji lewego napastnika w belgijskim klubie KAA Gent.

## Sukcesy

### BK Häcken
- Puchar Szwecji: 2023
- Mistrz Szwecji:  2023[4]